# Santa Eulàlia de Riuprimer
Santa Eulàlia de Riuprimer – gmina w Hiszpanii, w prowincji Barcelona, w Katalonii, o powierzchni 14,03 km². W 2011 roku gmina liczyła 1199 mieszkańców.